# Brandon Dávila
Brandon Gustavo Dávila López (ur. 29 lutego 1996) – gwatemalski piłkarz występujący na pozycji bramkarza, od 2024 roku zawodnik Barbareny.